# 龐皮斯皮勒 (蒙大拿州)
龐皮斯皮勒（英語：Pompeys Pillar）是位於美國蒙大拿州黃石縣的普查規定居民點。

## 歷史
龐皮斯皮勒的郵局自1909年營運至今。

## 人口
根據2020年美國人口普查的數據，龐皮斯皮勒的面積為0.51平方千米，皆為陸地。當地共有人口51人，而人口密度為每平方千米100人。